# Братунь, Ростислав Андреевич
Ростислав Андреевич Братунь (7 января 1927, Любомль (Волынь) — 8 марта 1995, Львов) — украинский поэт, публицист и общественный деятель.

## Биография
Отец Андрей Братунь — известный волынский общественно-политического деятель, один из организаторов и лидеров партий «Сельсоюз» и «Сельроб», в 1922 избирался депутатом польского сейма от Любомля. В 1941-42 (при немцах) был директором украинской гимназии в Горохове, после войны работал завучем в школе. Мать — Оксана Ужвий, сестра известной украинской актрисы Наталии Ужвий.
Ростислав родился в Любомле, затем с семьей переехал в Стрильче. Утверждается, что в юности поддерживал связь с юношеской сетью ОУН. Печатался с 1946 года. Первый сборник стихов «Вересень» вышел в 1949. Р. Братунь пришел в поэзию как певец «Золотого Сентября» 1939 — воссоединения западноукраинских земель с Советской Украиной.
В 1950 году окончил Львовский государственный университет им. И.Франко. Член КПСС с 1954 года. Будучи главным редактором журнала «Жовтень» («Октябрь») в 1965-66, печатал произведения запрещенных режимом писателей, в частности Б.-И.Антонича и В.Гжицкого. Также положил начало постоянной рубрики «Пост имени Ярослава Галана», в которой разоблачались деяния украинских националистов. Сам сочинил ряд приключенческих произведений и памфлетов, в том числе разоблачавших подрывную деятельность бандеровцев из диаспоры: "Крапка без «і» (1959), «Людина розправляє крила» (1961), «Слово гніву» (1975). Писал слова к песням композитора Владимира Ивасюка.
С 1966 по 1980 год возглавлял Львовскую организацию Союза писателей. Был активным участником общественно-политических процессов на Украине. В 1980 году вышло его первое собрание сочинений: «Твори в 2—х томах».
В 1987 — стал «крестным отцом» «Общества Лева». В 1989 был избран народным депутатом СССР (первый демократический депутат от западного региона Украины), отстаивал украинскую национальную символику, был близок к российским «демократам».
В 1993 поднял украинский национальный флаг над «Гетманом Сагайдачным» — флагманом Военно-Морских Сил Украины.
Умер при загадочных обстоятельствах. По одной из версий, писателя отравили. Похоронен на Лычаковском кладбище во Львове.

## Награды
- орден Дружбы народов (14.01.1977)
- орден «Знак Почёта» (24.11.1960)

## Творчество
Автор поэтических сборников:
- «Сентябрь» (1949),
- «Песнь о свободе» (1953),
- «Огонь» (1956),
- «Сын» (1958),
- «Буйноцвет» (1964),
- «Ватра» (1966),
- «Перекресток»(1969),
- «Паруса моей судьбы»(1971),
- «Грани возраста»,
- «Одержимость»(1976),
- «Цвет георгин» и др.

Братунь — автор либретто оперы «Зарево» (1975).